# Gemma Nierga
Gemma Nierga Barris (Gerona, 1 de noviembre de 1965) es una periodista española, que ha desarrollado la mayor parte de su carrera profesional como presentadora de radio y televisión. Desde septiembre de 2012 hasta junio de 2017 dirigía y presentaba junto a Pepa Bueno, Hoy por Hoy de la Cadena SER, programa líder de audiencia de la radio española.

## Biografía
Es licenciada en Periodismo por la Universidad Autónoma de Barcelona. Se dio a conocer en 1984 como presentadora de un programa de cine en Radio Vilassar de Dalt. Y también estuvo en Calella Televisión del Maresme, Barcelona.  En 1985 se va a la Cadena 13 de Barcelona, tras lo cual se incorpora a TV3 para presentar el espacio Dit i fet entre 1987 y 1989. 
En 1987 se incorpora a Radio Barcelona de la Cadena SER. Comenzó como reportera en un programa matinal, y más tarde pasó al horario nocturno creando el programa Hablar por hablar, que empezó a emitirse para las emisoras de SER Cataluña y, desde 1994, en toda España. También ha hecho en la SER espacios culturales, de sucesos y de entrevistas, sobre todo dentro del programa informativo Hora 25.
Paralelamente, siguió presentando varios programas en TV3 como Tres senyores i un senyor, Pares i fills y Tothom per tothom (todos ellos estrenados en 1993). Posteriormente, en 1995, presentó, en Televisión Española el programa El destino en sus manos y, en 1997, Hablando con Gemma, transmitido por los canales autonómicos Canal Nou, Telemadrid, Euskal Telebista y Canal Sur.
Es Premio Ondas 1997 por el programa Hablar por hablar. Además es autora del libro del mismo título, en el que recoge experiencias vividas a lo largo del espacio con el que Nierga consiguió hacerse con el liderazgo de la audiencia en la madrugada.
En 1997, tras la salida de Javier Sardá se hizo cargo del programa La ventana de la Cadena SER, líder de audiencia en su franja horaria. Con este programa ha conseguido el Premio Ondas Internacional de radio 2000 por la tertulia de niños.
A raíz del asesinato de su contertulio y amigo Ernest Lluch el 21 de noviembre de 2000, por la banda terrorista ETA, fue objeto de una gran polémica cuando en la manifestación en repulsa por el asesinato hizo las siguientes declaraciones: 
"Estoy convencida de que Ernest, hasta con la persona que lo mató hubiera intentado dialogar: ustedes, que pueden, dialoguen por favor".
Pujol, en sus segundas memorias, recuerda la manifestación y las palabras de la periodista. Palabras dirigidas a José María Aznar, quien preguntó al presidente de la Generalitat «¿Y con quien tengo que dialogar?». «Aznar ya había hablado con ETA en el transcurso de una tregua que había acabado en fracaso. Ahora ETA acababa de matar a la persona que desde la otra sensibilidad ideológica también sostenía la voluntad de diálogo. Las palabras de la periodista fueron bien acogidas por la gente, pero no eran ni realistas ni justas», sostiene Jordi Pujol en sus memorias.
En julio de 2004 contrajo matrimonio con José Antonio Cabanillas, teniente alcalde por Izquierda Unida (IU) en la ciudad de Córdoba, donde fue a residir. El 28 de septiembre de 2005, nace su hijo Pau.
El 24 de octubre de 2007, coincidiendo con la muerte de su madre, se da a conocer que la periodista recibe el Premio Ondas por su trayectoria. Gemma ya llevaba 10 años al frente de La ventana.
En 2005, el Observatorio Contra la Violencia Doméstica y de Género reconoció su trabajo con el Premio de Reconocimiento a su trabajo en la erradicación de la violencia doméstica y de género en los medios de comunicación.
Tras una década alejada de la televisión, el 11 de abril de 2008 estrenó en La 1 de Televisión Española el talk show semanal Ya te vale, adaptación del programa de la BBC What Kids Really Think?, donde un grupo de niños entrevistaba a varios invitados famosos. Este programa venía a ser una reproducción a nivel nacional del No em ratllis de TV3, que Julia Otero, su competidora, presentaba en la autonómica catalana. En TVE el programa duró dos meses, con unos bajos niveles de audiencia, si bien en Cataluña era un rotundo éxito. La periodista gallega le sigue, además, restando adeptos según el EGM.
Desde septiembre de 2008 reside de nuevo en Barcelona (junto a su marido y su hijo Pau), desde donde presentaba y dirigía diariamente el programa La ventana de la Cadena SER. Durante los primeros meses de la temporada 2009, la sustituyó Marta González Novo, por el nacimiento de su segundo retoño: Arnau.
En abril de 2012 se estrenó el docu-reality de la Sexta Baby Boom, versión española del programa de Channel 4 One Born Every Minute, narrado por ella misma, y desde el 3 de septiembre de ese año presenta junto con Pepa Bueno el programa de la Cadena SER Hoy por hoy, programa en el que permanece hasta julio de 2017, cuando la SER le comunica que no le renovaría su contrato.
En noviembre de 2017 se anunció su fichaje por 8tv para la campaña electoral de Cataluña ante las elecciones convocadas para el 21 de diciembre. En enero de 2018 ficha por Telecinco para colaborar en El programa de Ana Rosa. Desde marzo de 2018 presenta el espacio Mis padres en TV3.
En 2017 recibió el Premio de Comunicación no sexista a toda su trayectoria. El premio lo otorga la Asociación de Mujeres Periodistas de Cataluña.
A partir de septiembre de 2020 presenta los programas Cafè d'idees  en TVE Cataluña y Els meus pares  en TV3.
En 2024 es fichada por Televisión española para presentar el programa de debate 59 segundos.